# Xã Deerfield, Quận Isabella, Michigan
Xã Deerfield (tiếng Anh: Deerfield Township) là một xã thuộc quận Isabella, tiểu bang Michigan, Hoa Kỳ. Năm 2010, dân số của xã này là 3.188 người.